# Филип фон Роденщайн
Филип фон Роденщайн (на немски: Philipp I von Rodenstein/Rothenstein; * 1564; † 21 март 1604, Шпайер) е немски клерик и княжески епископ на Вормс (1595 – 1604).

## Произход и управление
Той е син на Енгелхард II фон Роденщайн (1512 – 1568) и втората му съпруга Барбара фон Оберщайн († 1613), дъщеря на Йохан Зайфрид фон Оберщайн († 1556) и Маргарета Вилх фон Алцай († 1563). Потомък е на Конрад фон Роденщайн († пр. 1340). Брат е на Йохан фон Роденщайн (* ок. 1570), женен за Анна Магдалена фон Щайн (* ок. 1574).
Филип фон Роденщайн расте в Далсхайм. След ранната смърт на баща му негов опекун става брата на майка му, Андреас фон Оберщайн (1533 – 1603), катедрален декан в Шпайер и известен реформатор. През 1574 г. той има служба в катедралата Вормс, през 1582 – 1584 г. завършва в университета в Инголщат и следва от 1582 до 1591 г. в университетите в Бурж (1584 – 1586), Льовен (1586 – 1587), Болоня (1587 – 1589/1590 – 1591) и в Сиена (1589).
През 1593 г. Филип е кантор, 1595 г. кустос в катедралата Вормс. На 16 септември 1595 г. е избран за епископ на Вормс. През 1597 г. той пътува до император Рудолф II в Праг, за да иска помощ в спора с Курпфалц.
Филип фон Роденщайн умира 1604 г. в Шпайер, където е по нареждане на императора, за открие имперско събрание. Той е погребан в катедралата на Вормс и получава статуя.
Роднина е на Георг Антон фон Роденщайн (1579 – 1652), епископ на Вормс (1629 – 1652).